# Йохан I фон Бракел
Йохан I фон Бракел (на немски: Johann I von Brakel; * ок. 1200; † 15 септември 1260) е 31. епископ на Хилдесхайм (1257 – 1260).

## Живот
Той най-малкият от шестте сина на Вернер II фон Бракел († сл. 1203) и съпругата му Фредерунис фон Шарцфелд-Лутерберг, внучка на граф Зигебодо фон Шарцфелд († 1157), дъщеря на граф Бертхолд фон Шарцфелд-Лаутерберг († 1190), катедрален фогт и вицефогт на Хилдесхайм, фогт на манастир Хилвартсхаузен, и на Фритерун фон Хилдесхайм/Депенау († сл. 1187/1190), дъщеря на Бернхард II, вицедом на Хилдесхайм. Брат е на Хайнрих фон Бракел († сл. 1248), който през 1223 г. е избран за епископ на Падерборн, но 1225 г. папата не го одобрява. Първи братовчед е на Кристиан I фон Бух († 1183), архиепископ на Майнц (1160 – 1161 и 1165 – 1183), ерцканцлер на Свещената Римска империя (1165 – 1183).
Йохан I фон Бракел през 1218 г. е домхер в Хилдесхайм, 1221 г. е субдякон, 1226 г. е субдякон и целерар на катедралния капител и през 1231 г. дякон, от 1232 г. е пропст на манастира Йолсбург при Илзеде в Долна Саксония. През 1246 г. той става домкюстер. През септември 1257 г. е избран за епископ на Хилдесхайм. Помазан е от архиепископ Герхард от Майнц. Той купува през 1258/1259 г. замъци и земи от господарите на Волфенбютел.
Умира на 15 септември 1260 г.